# Tekniska försörjningssystem i Stockholm

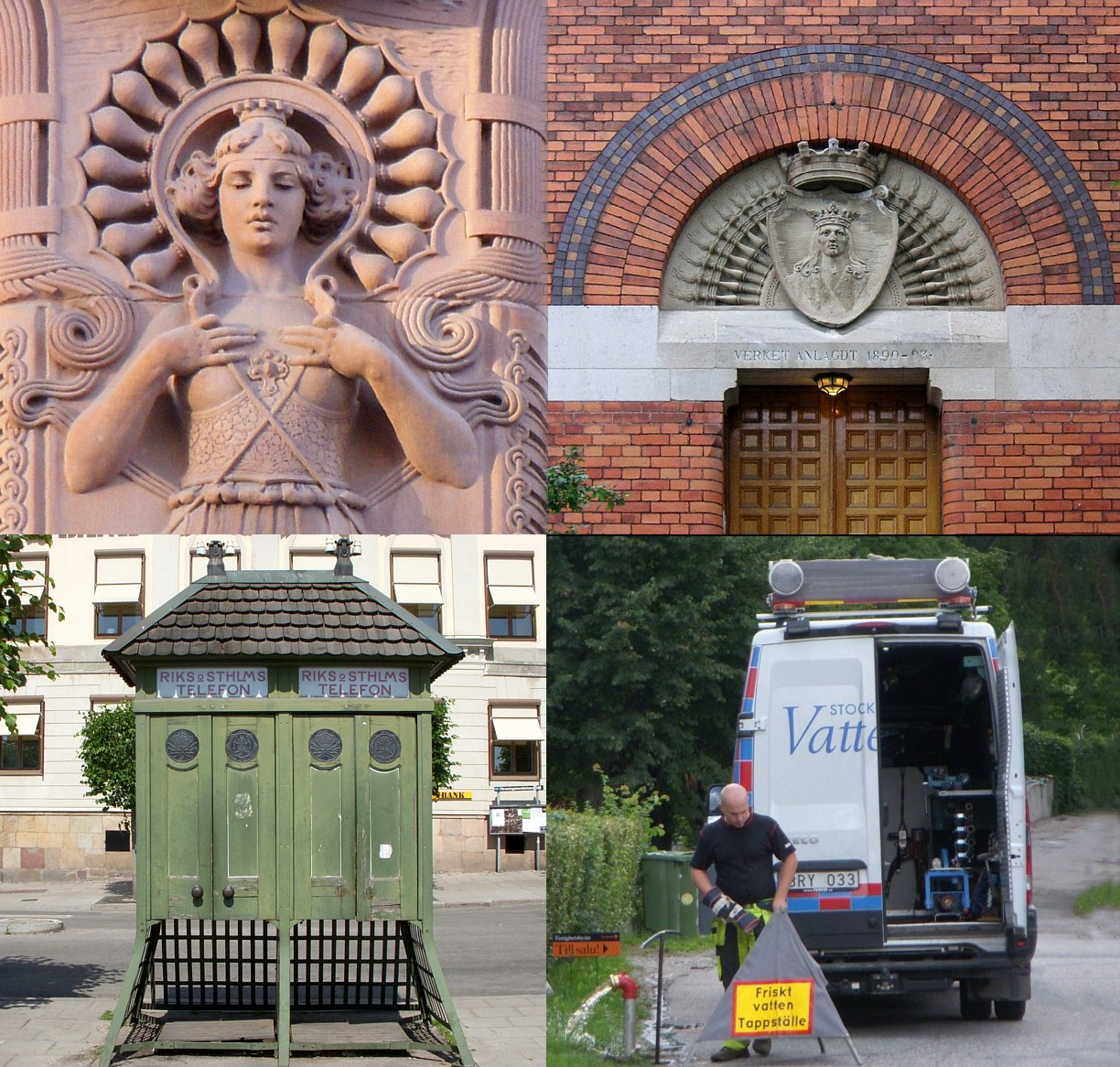
"Elgudinnan" på Tulestationen, Gasverkets portal, dubbeltelefonkiosken på Kornhamnstorg och Stockholm Vattens servicebil.

Under andra hälften av 1800-talet startades flera stora infrastrukturprojekt i Stockholm, i en tidsepok som även kallas den industriella revolutionen. Det var byggandet av ett gasverk, Klaragasverket (1853), ett vattenverk, Årstaverket (1861) och införandet av elektricitet med Brunkebergs elektricitetsverk (1892). År 1853 grundats Kongl. Elecktriska Telegraf-Werket, föregångaren till Televerket. 1853 räknas även som startår för telekommunikationer i Stockholm och i Sverige, när den första elektriska telegraflinjen anlades mellan Stockholm och Uppsala.

## Stadsgas

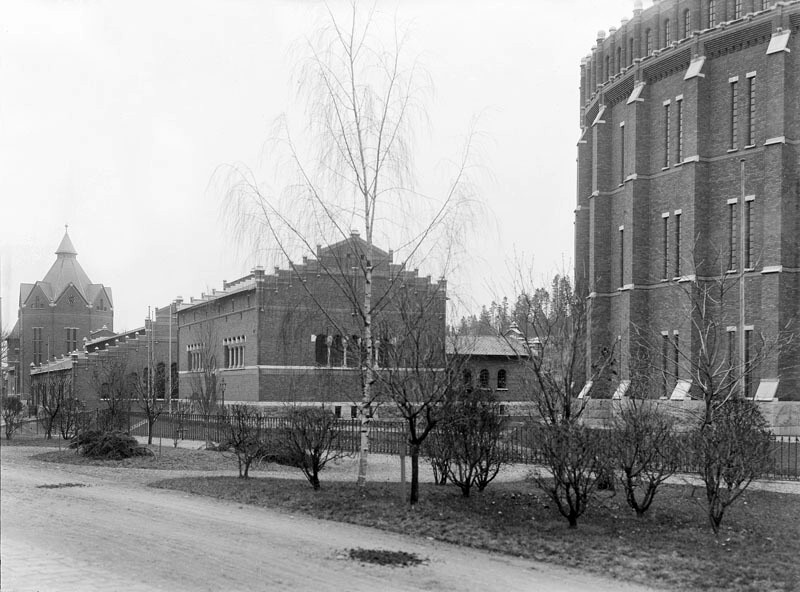
Värtagasverket, Hjorthagen 1903

Stadsgas har funnits sedan 1850-talet i Stockholm och till en början matades bara stadens lanternor med det nya mediet. I december 1853 tändes den första gaslyktan med gas från ett eget gasverk, Klaragasverket vid Klara sjö, och i januari 1854 fanns 900 gaslyktor i innerstaden. När tidpunkten för Klaragasverkets ytterligare utvidgning kom väcktes tanken att anlägga ett helt nytt gasverk i dåvarande Hjorthagen inom Kungliga Djurgården, intill Husarviken och Lilla Värtan. Så småningom övertog Värtaverket hela gasproduktionen och Klaragasverket lades ner 1919.
Först en bit in på 1900-talet användes gasspisar i stockholmarnas kök, därefter togs stadsgas även som uppvärmningsbränsle. Till 1971 var stenkol utgångsmaterialet vid framställning av stadsgas. Därefter har gasen producerats genom spaltning av nafta (lättbensin). I januari 2011 ersattes spaltgasen med en blandning av naturgas/biogas och luft.
Under båda världskrigen hade Värtagasverket stora problem med minskad tillgång av kol. Gas till stadens gatubelysning avvecklades 1940. Efter 1950 ökade efterfrågan starkt. Gaspannor för uppvärmning och varmvattenberedning blev mycket populära. År 1955 hade verket sin största produktion någonsin, då 174 miljoner m3 gas tillverkades. Vid toppåren under 1950-talets andra hälft fanns i Stockholm 259 000 gasmätare, 224 000 gasspisar och ledningsnätet sträckte sig 939 km. Gasnätet fanns inte bara i stadens centrala delar utan hade långa förgreningar till förorter som Vällingby, Hammarbyhöjden, Hagsätra, Bandhagen, Hägersten och Aspudden, liksom  till Solna stad och Sundbybergs stad. Därefter minskade gasanvändningen kontinuerligt. Stockholms stadsgas har varit på väg att avvecklas vid flera tillfällen sedan 1970-talet.
Den 1 januari 2008 bildades Stockholm Gas AB, som är ett helägt dotterbolag till Fortum Värme, samtidigt beslutades att avveckla den naftabaserade stadsgasen för att istället ersätta den med en stadsgas baserad på biogas och naturgas, som är betydligt renare och ger mindre utsläpp av koldioxid. I januari 2011 gick man över till den nya stadsgasen. Värtagasverket i Hjorthagen behövs därför inte längre och kommer att lämna plats för bostäder och arbetsplatser under namnet Norra Djurgårdsstaden. Stockholm Gas har istället byggt ett nytt gasverk i söderförorten Högdalen som ersätter Värtagasverket.

## Vatten och avlopp

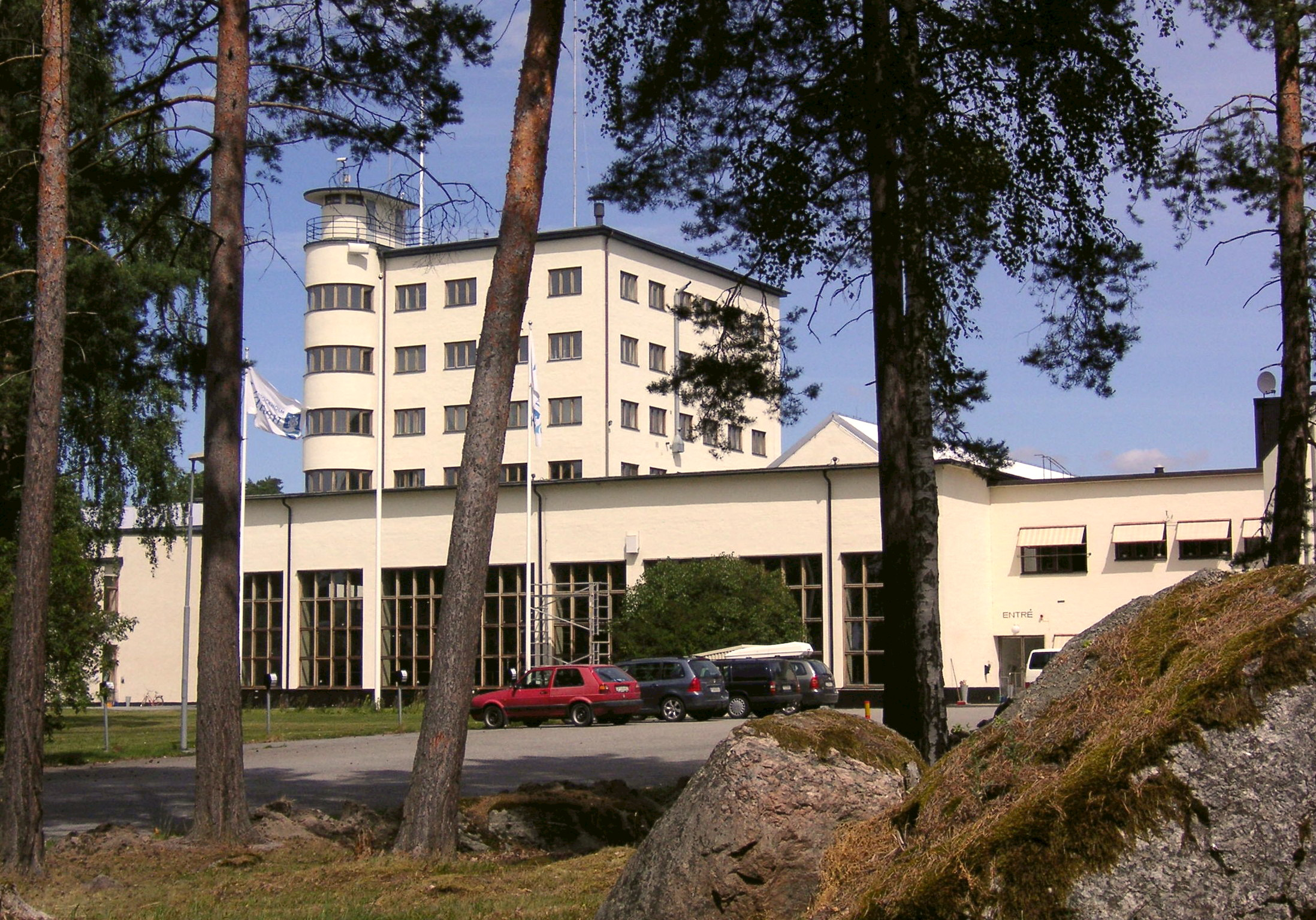
Lovö vattenverk 2008

Vatten och avlopp i Stockholm i modern bemärkelse har funnits först sedan 1800-talets andra hälft. Innan dess var man uteslutande hänvisad till att ur brunnar, pumpar och sjöar hämta sitt dricks- och bruksvatten, medan avloppen bestod huvudsakligen av diken och rännstenar.

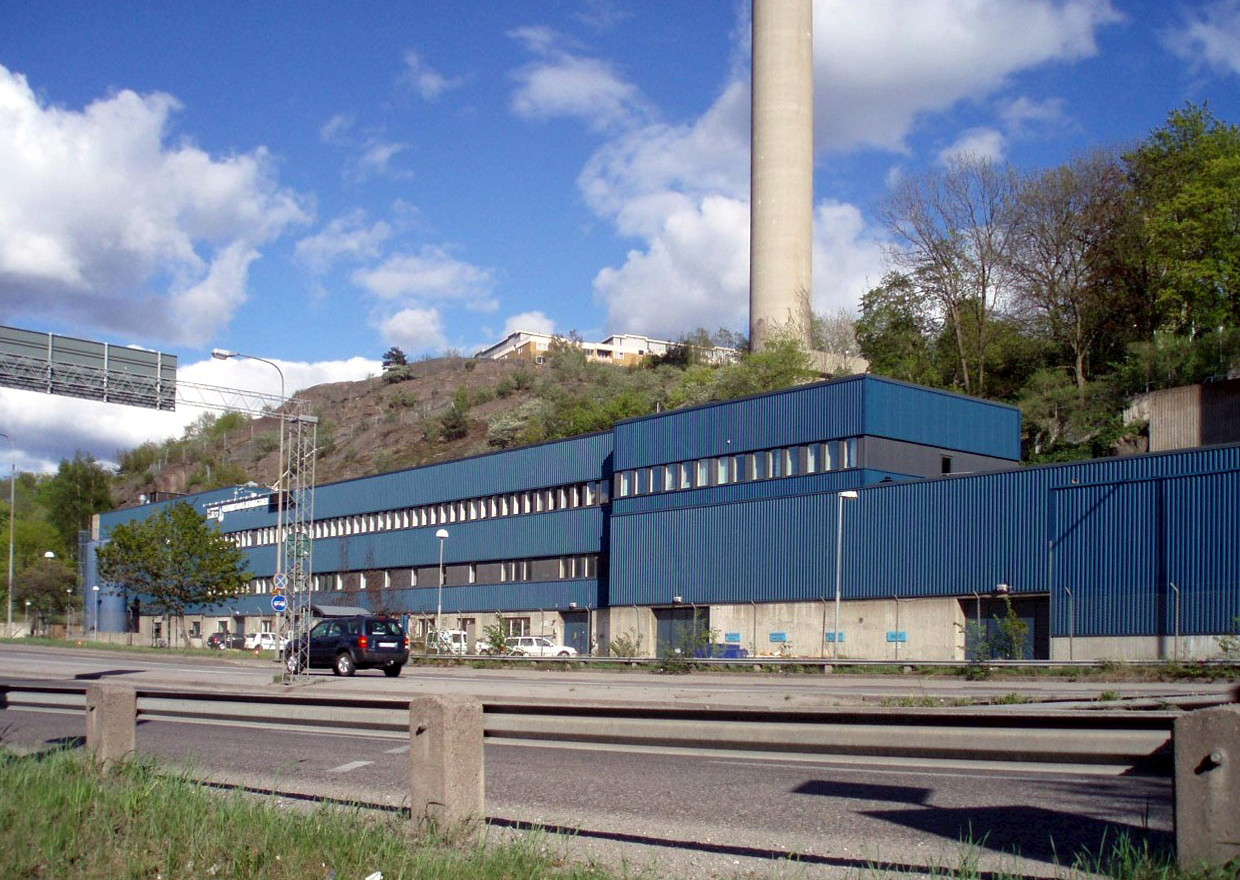
Henriksdals reningsverk 2006

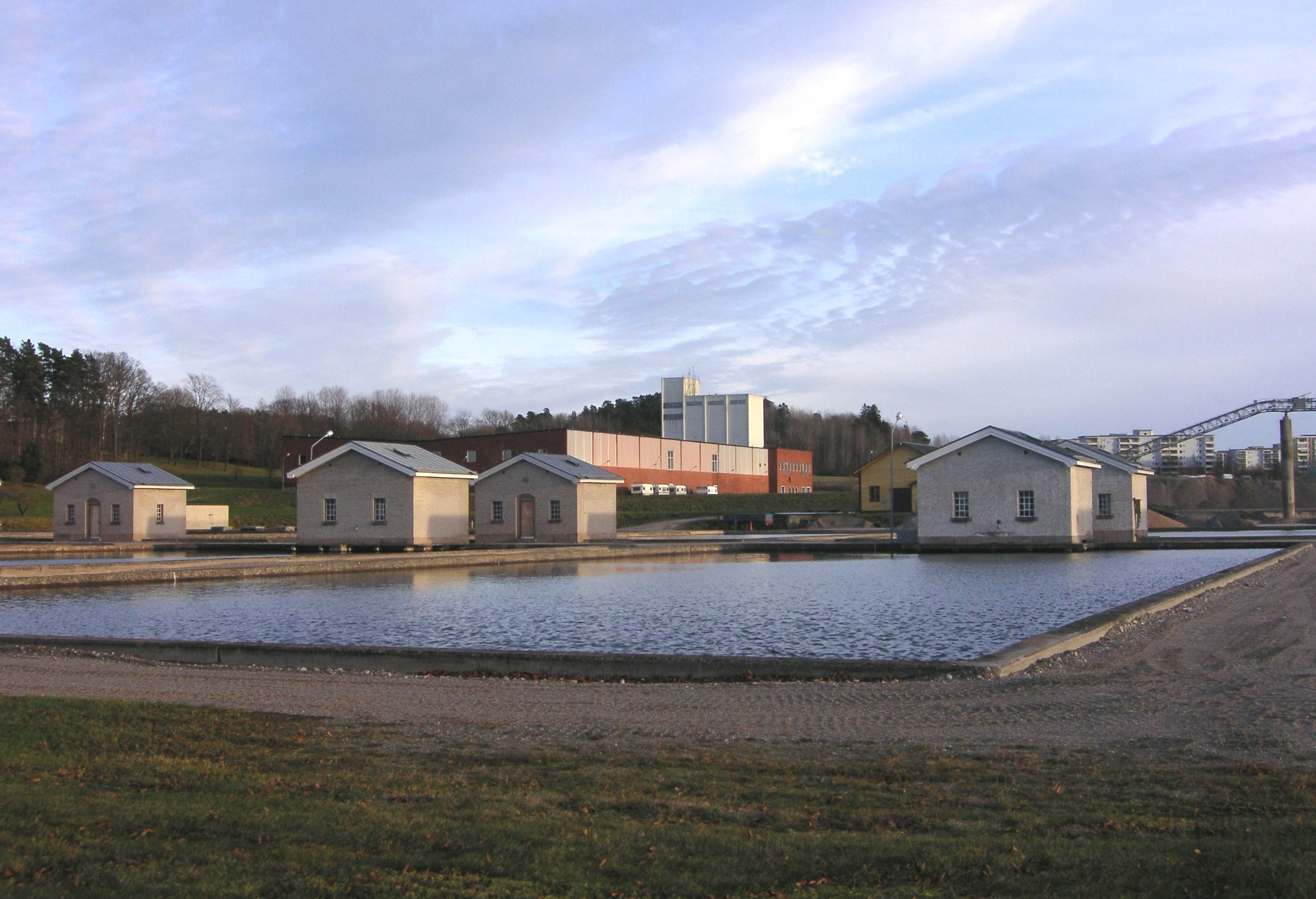
Norsborgsverkets långsamfilter 2010.

Så sent som 1861 invigdes stadens första vattenverk, Årstaverket vid Årstaviken, samtidigt grundades Stockholms vattenledningsverk (sedermera Stockholms vatten- och avloppsverk, idag Stockholm Vatten). Årstaverket hade konstruerats av kaptenen i väg- och vattenbyggnadskåren F. W. Leijonancker efter engelsk förebild; därmed var Stockholm en av Europas sista huvudstäder att införa ett vattenledningssystem för försörjning av befolkningen med rent dricksvatten.
År 1872 grävdes de första avloppstrummorna ner i stadens gator, men först på 1930-talet utreddes frågan om Stockholms avlopp mera ingående. De nybyggda bostadsområden på Brommalandet fick sitt och stadens första reningsverk; Åkeshovsanläggningen (invigd 1934). Innan dess hade smutsvattnet orenat släppts ut i bland annat Mälaren och Riddarfjärden. Sedan 1988 rinner avloppsvattnet via en 4,5 km lång bergtunnel till värmepumpverket Norrenergi vid Bällstaviken i Solna kommun. Norrenergi utvinner fjärrvärme och fjärrkyla från restvärmen i avloppsvattnet för förbrukare i Solna och Sundbyberg. Därefter går vattnet i den 7,5 km långa Saltsjötunneln under Huvudsta, Kungsholmen, Nedre Norrmalm, Skeppsholmen och Kastellholmen till Saltsjön cirka 250 meter från stranden. Denna lösning betydde mindre risk för störningar vid vattenverken inom Östra Mälarens vattenskyddsområde.
När det gäller färskvatten försörjer idag (2008) fortfarande Norsborgs vattenverk och Lovö vattenverk, invigda 1904 respektive 1933, Stockholm och omgivning med dricksvatten från Mälaren. Huvudvattenledning Norsborg-Stockholm är Stockholms huvudledning för dricksvatten mellan Norsborgsverket och Nybohovs vattenreservoar (även kallad Trekantsreservoaren) i Liljeholmen. Vattenledningen är cirka 20 kilometer lång och färdigställdes samtidigt med Norsborgsverket 1904. 
Bornsjön med omgivningar ägs av Stockholm Vatten och är ett vattenskyddsområde och Stockholms reservvattentäkt. Man ser sjön som en långsiktig och trygg försäkran av bra grundvatten och som en reserv kan man försörja Stockholm under några månader med rent vatten ifall att Mälaren skulle förorenas. Marken är fridlyst och skötseln utförs idag av Stockholm Vatten.
Beträffande avloppsreningen har det tillkommet ett flertal reningsverk sedan stadens första anläggning i Åkeshov togs i bruk 1934, exempelvis Henriksdals reningsverk från 1941. Det nyaste reningsverk är Hammarby Sjöstadsverket som invigdes 2003 och som är en test och forskningsanläggning i anslutning till Hammarby sjöstad.

## Elektricitet

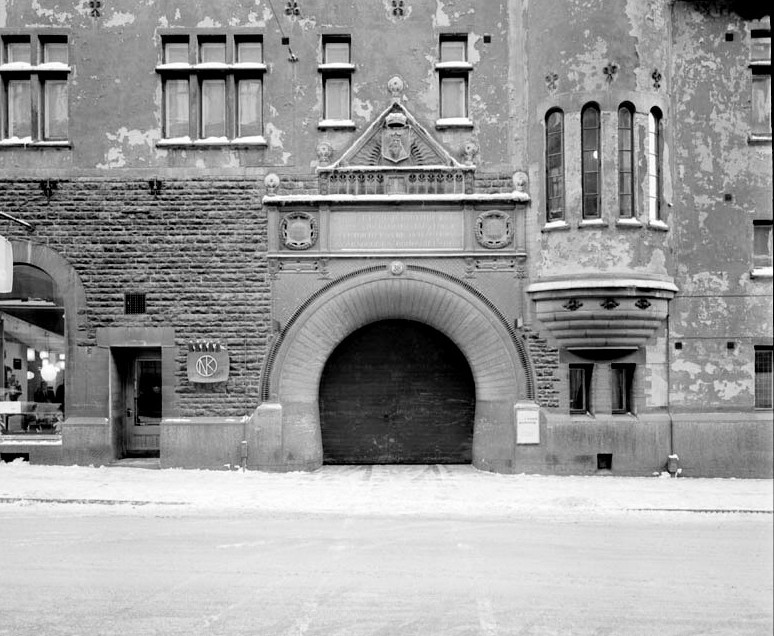
Brunkebergsverkets berömda portal år 1960.

Elektricitet för belysning utomhus har funnits i Stockholm sedan 1877, när Sommelius & kompanis oljefabrik vid Skeppsbron gjorde försök med belysning med hjälp av båglampor. Det första kommunala elektricitetsverket var Brunkebergsverket vid Regeringsgatan som började leverera 2x110 volt likström till Nedre Norrmalm den 1 september 1892. Då har elektrisk energi för Stockholm huvudsakligen producerats av ångkraft, men sedan 1918 även av vattenkraft och sedan 1963 med hjälp av kärnkraft.
I slutet av 1890-talet var Brunkebergsverket fullt utbyggt och försörjde Norrmalm, Blasieholmen, delar av Strandvägen, områden kring Humlegården ända upp till Villagatan med ström. Ledningsnätet hade vid denna tid en längd på cirka 120 kilometer. Brunkebergsverket kan betraktas som en försöksanläggning  som producerade likström med hjälp av ackumulatorbatterier som laddades med ångdrivna dynamomaskiner. Överföringsförluster var stora, men den tekniska utvecklingen på detta område gick fort och Brunkebergsverket lades ner som elproducent 1911. Då övertog det 1903 byggda Värtaelverket i Hjorthagen hela elproduktionen för Stockholm inklusive Stockholms spårvägar och förortståg.

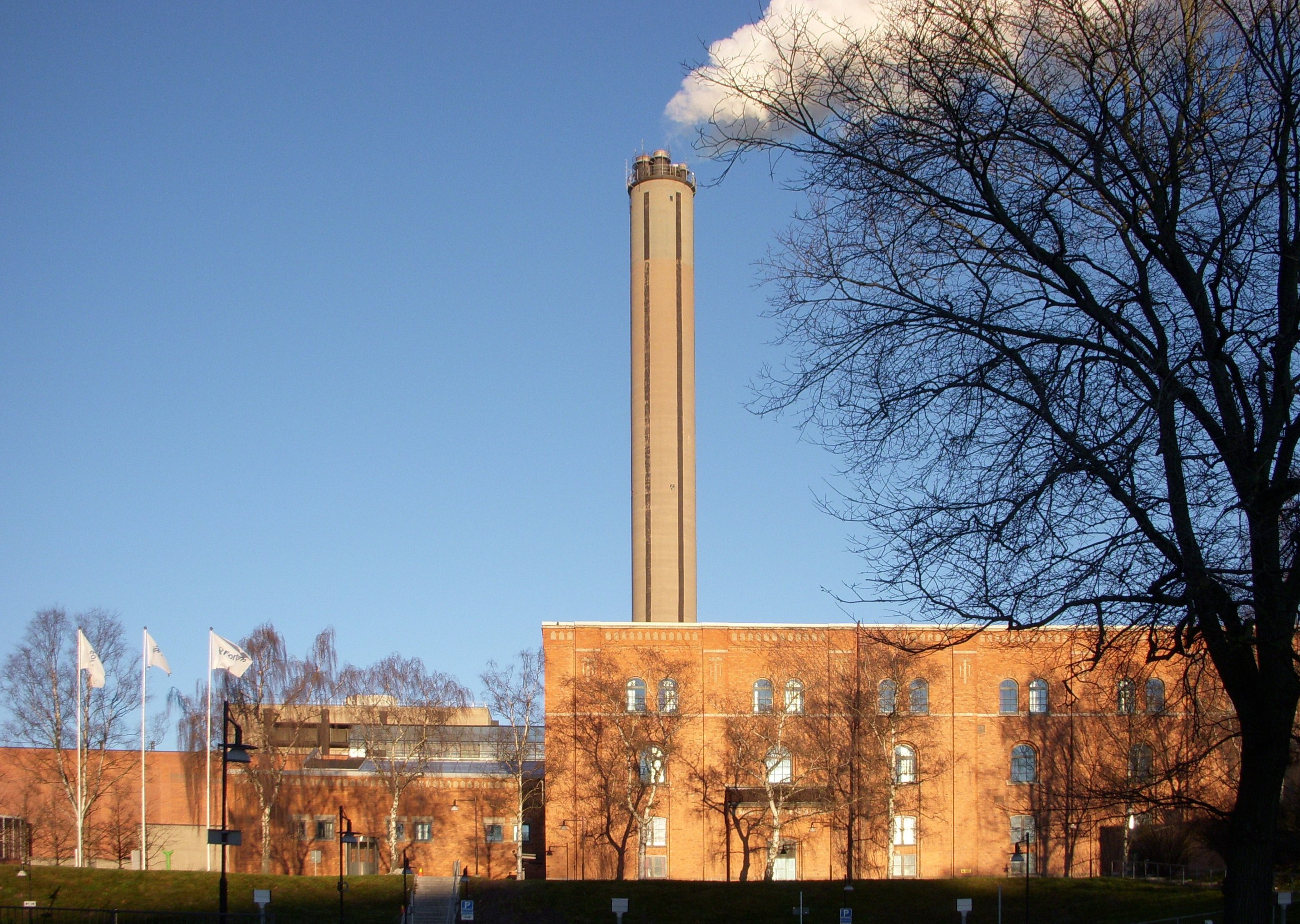
Värtaverket

Den 28 december 1918 fick Stockholm för första gången elenergi från ett eget vattenkraftverk via en 132,6 km lång kraftledning från Untra kraftverk till Värta elverk utförd för 100 000 volt och 25 Hz. Kraftverket vid Untra hade fyra turbiner med en sammanlagd effekt av 30 MW, som matade Värtaverkets nya transformatorstation med högspänning. Untra kraftverk svarade den första tiden för mer än 90 % av Stockholms elkraftförsörjning. Under 1920-talet tredubblades den totala elproduktionen från 83 till 240 MWh.
År 1963 byggdes Ågestaverket i Huddinge av Atomenergi AB tillsammans med Stockholms Elverk, det var en försöksanläggning som skulle ge erfarenheter på atomenergiområdet. Verket producerade främst fjärrvärme (verket kallades därför "Ågesta kärnkraftvärmeverk") till stadsdelen Farsta men även en del elenergi som matades ut på elnätet. Verket fungerade tekniskt sett som det var tänkt fram till nedläggningen 1974, kunde dock inte konkurrera med de låga oljepriserna under 1960-talet. Ågestaverket står fortfarande (2009) helt intakt, dock utan bränslestavar och det tunga vattnet. Det första kommersiella kärnkraften kom från Oskarshamn 1 som togs i drift 1972. Stockholms Elverk var en av åtta intressenter i denna anläggning. Förutom andelen i Oskarshamn blev Stockholms Elverk också delägare i Forsmarks kärnkraftverk. År 1990 stod kärnkraften från Forsmark och Oskarshamn har för 58% av Stockholm Energis egen produktion, resten kom huvudsakligen från vattenkraft.

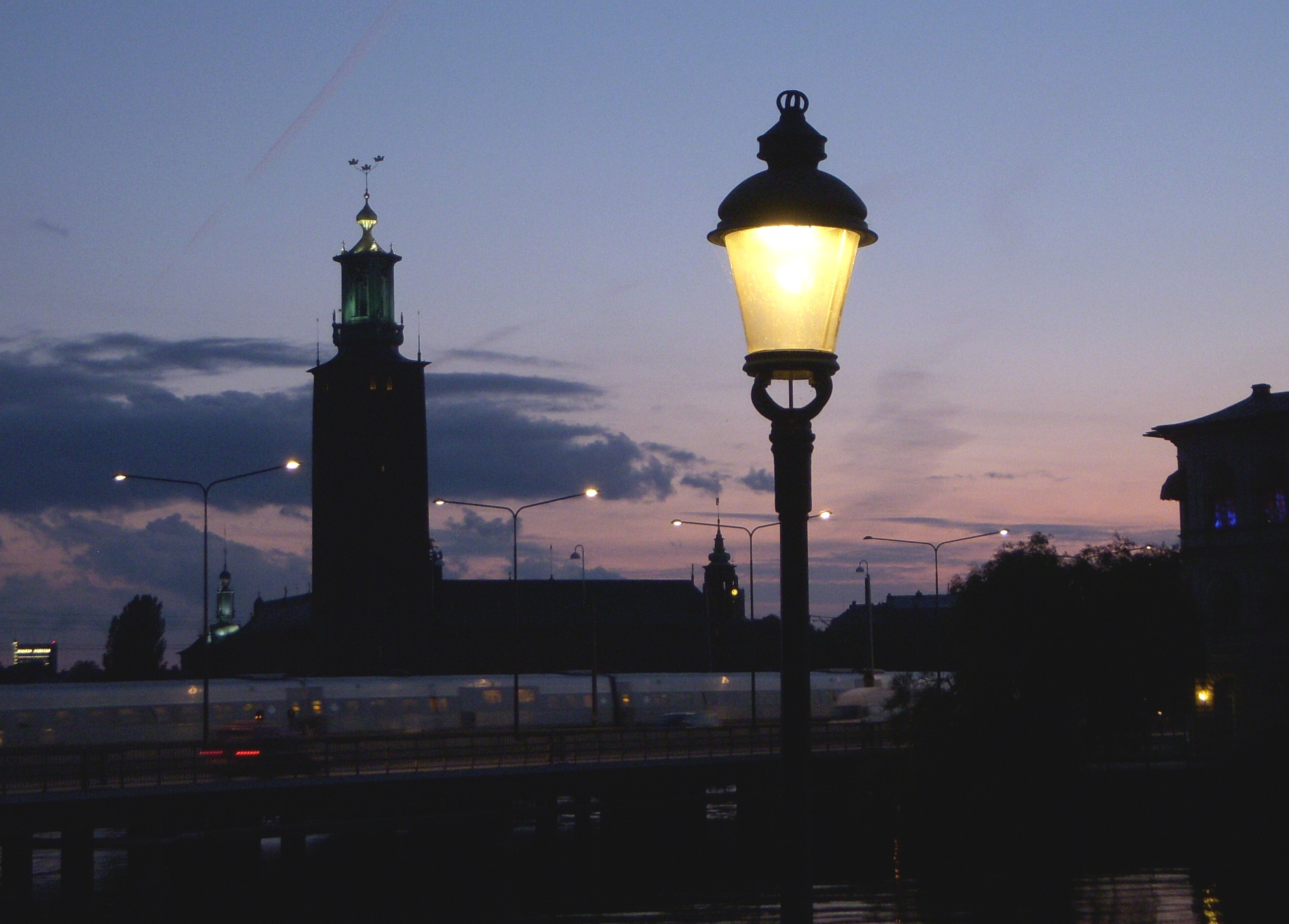
Klassikern "Stockholmslyktan" med Stockholms stadshus i bakgrunden.

Sedan elmarknaden avreglerades 1996 köper även Stockholms stads stora elförbrukare som gatubelysningen och kollektivtrafiken sin elkraft på den öppna marknaden. Belysningen på gator och torg, gatutrafikens signalsystem (trafikljus, trafikledning, kameraövervakning och liknande) samt elektricitet till exempelvis rörliga broar eller offentliga rulltrappor får sin leverans idag (2008) från Fortum market och Storstockholms Lokaltrafik får sedan 2003 sin elenergi från Graninge Energimarknad.
I en framtid kommer, utöver vattenkraften, även andra förnyelsebara energikällor att prövas för Stockholms elförsörjning. Det finns beräkningar som visar att Stockholmsregionen idag skulle kunna producera cirka 6,1 TWh/år genom att satsa hårdare på förnyelsebara energikällor såsom biogas, energigrödor, vindkraft, solceller och solfångare.
Stockholms gatubelysning var under många århundraden en privat angelägenhet. Den första kända förordningen om “lyshållning” i Sverige är från 1697 och gällde Riddarholmen i Stockholm. Först 1749 kom en kunglig förordning om allmän gatulyshållning som föreskrev att fastighetsägarna skulle hålla lyktor tända under den mörka årstiden från mörkrets inbrott till midnatt, med undantag för ljusa månnätter. Staden bidrog med 97 lyktor som placerades på stadens byggnader, på allmänna platser, vid hamnar och på broar.
Idag (2010) finns i Stockholms stad ungefär 145 000 ljuspunkter (lampor och liknande). Hälften av armaturerna har energislösande kvicksilverlampor som kommer att fasas ur till år 2015. För närvarande (2009-2011) genomför Trafikkontoret i Stockholm tester med LED-belysning, som kan bli en framtida ljuskälla i gatumiljö.

## Telekommunikationer

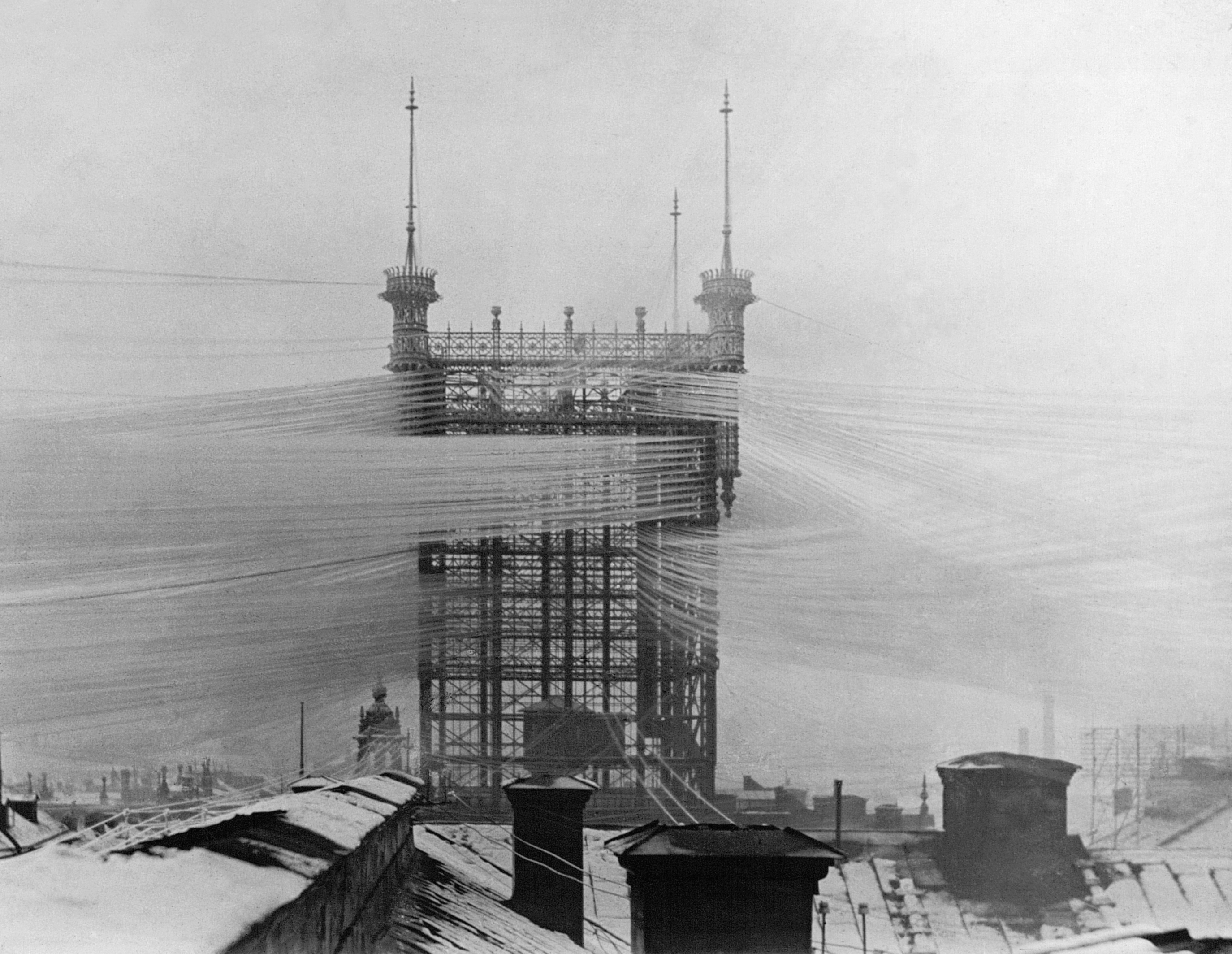
Telefontornet omkring 1890, tjockt med rimfrost på ledningarna över Stockholms hustak

Telekommunikationer i Stockholm omfattar idag många sätt att kommunicera. Några olika sambandsmedel är fast telefoni, mobiltelefoni, fax, krypterad fax, krypterad telefon, e-post och videoöverföringar av olika slag. I telekommunikationens utveckling har Sverige och Stockholm alltid haft en ledande utveckling. 1885 hade Stockholm flest telefoner i Europa, det vill säga fler telefonapparater i absoluta tal än det fanns i betydligt större städer som London, Berlin eller Paris. Sedan dess har telekommunikationssystem varit den svenska industrins stora flaggskepp.

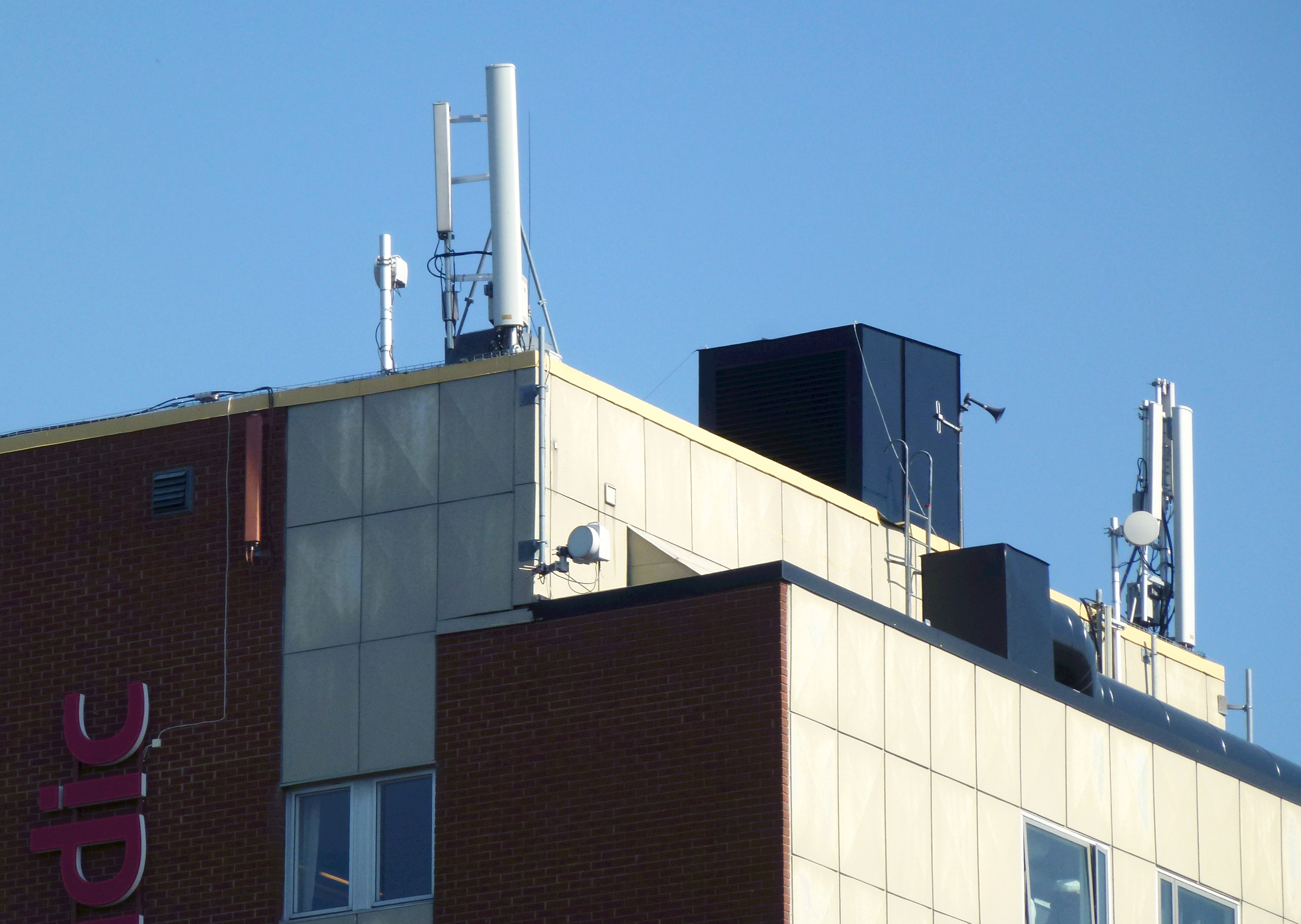
Mobiltelefonantenner på ett hustak i Stockholm

Sveriges och därmed Stockholms utveckling av telekommunikationer har starkt präglats av två stora aktörer på området; dels genom LM Ericsson som tillverkare, dels genom Televerket som tillverkare och operatör och båda med sina säten i Stockholm. Ibland var de samarbetspartner, ibland konkurrenter. Telekommunikationernas historia i Stockholm är därför även en teleteknisk utvecklingshistoria för hela Sverige.
Marknaden präglas idag av ett stort antal operatörer och tjänsteleverantörer som erbjuder Internet, telefoni, eller andra tjänster som television och video. Dagens informationsmängder kräver stor kapacitet på telefonnätet. De tunga kopparkablarna ersätts successivt med modern fiberoptik, så kallad optokabel, där signalerna skickas som ljus i hårfina glasfiberledningar. En optokabel, tjock som ett lillfinger, kan samtidigt överföra cirka 300 miljoner telefonsamtal.
En aktör på detta område är kommunalägda  Stokab, vars verksamhet startades 1994 med uppdrag att bygga ut ett konkurrensneutralt fibernät för Internet och telekommunikation i Stockholm. Genom sitt dotterbolaget S:t Erik Kommunikation AB agerar Stokab även som kommunikationsoperatör åt Stockholms stad.

## Fjärrvärme

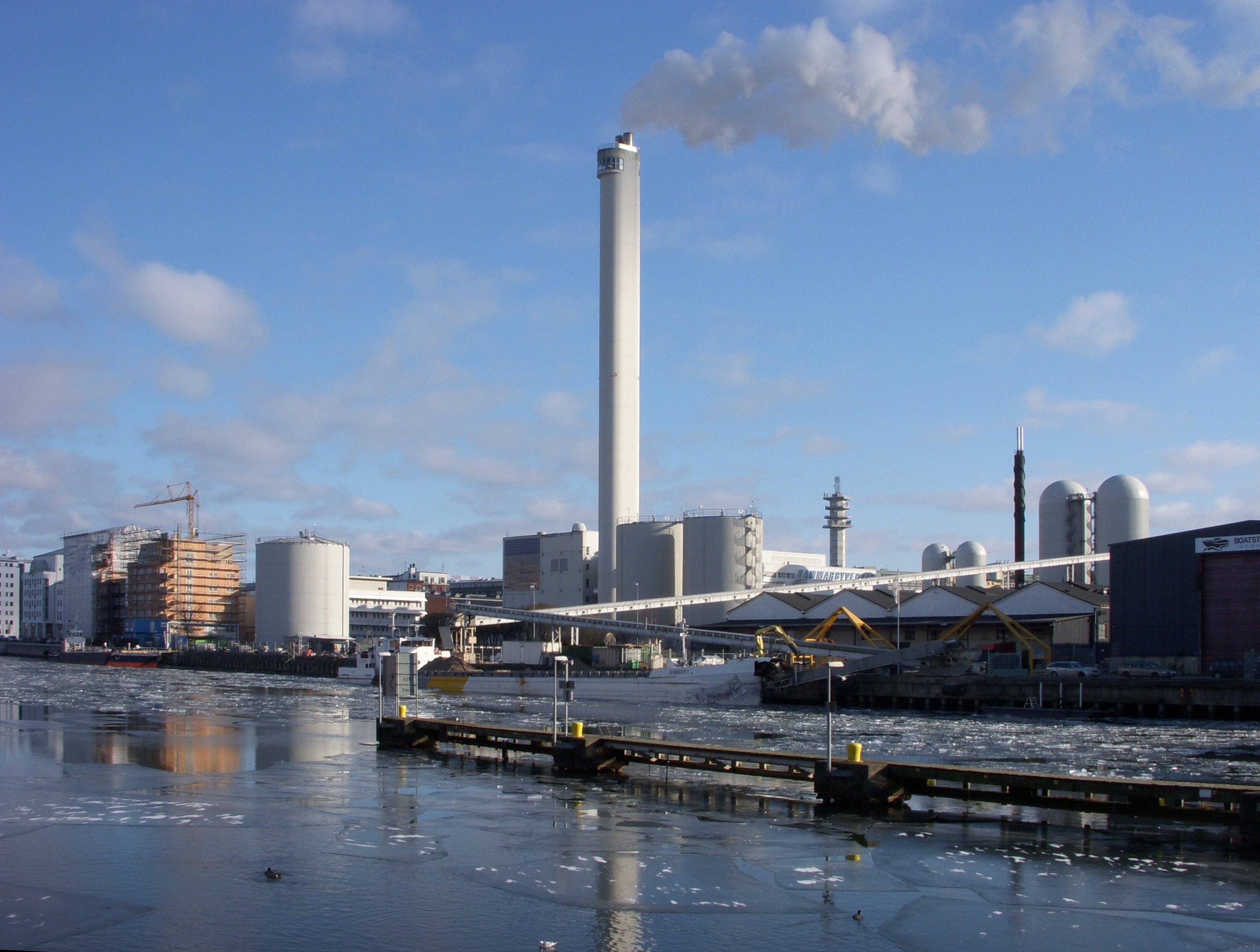
Hammarbyverket producerar både fjärrvärme och fjärrkyla med hjälp av värmepumpar.

År 1953 startade fjärrvärmeproduktionen i Stockholm, då den första provisoriska värmecentralen anslöts. Innan dess hade man som mest haft en centralvärmepanna i hyreshus, men de flesta bostadshus hade var sin egen panna som drevs med kol, koks eller olja. Under 1960 och 1970-talen anslöts så gott som alla de norra kranskommunerna (där fjärrvärmen infördes först) och samtidigt började verksamheten med fjärrvärme i Stockholms innerstad. Ågestaverket levererade fjärrvärme till Farsta från 1963.
Hammarbyverket består av värmepumpar och hetvattenpannor. Verket togs i drift 1986 och är idag (2010) världens största värmepumpsanläggning som utvinner fjärrvärme och fjärrkyla ur renat avloppsvatten från Henriksdals reningsverk.
Idag (2008) är det tolv energiföretag med varierande storlek och distributionsområden som producerar och distribuerar fjärrvärme i Stockholms län till ca 117 000 abonnenter (leveranspunkter), vilket motsvarar drygt hälften av länets befolkning. Produktionen sker vid ett 100-tal anläggningar av varierande typ och storlek. Produktionsanläggningarna kan delas in i huvudanläggningar för baslastproduktion, spetsanläggningar för spetslastproduktion och reservanläggningar. 
Distributionen sker via ett vittförgrenat och till stora delar sammanhängande rörnät från Södertälje och Haninge i söder till Sigtuna i norr. Huvuddelen av ledningsnätet är nedgrävt, men det finns även ledningar som är förlagda i kulvertar och i tunnlar, framförallt i det omfattande försörjningstunnelsystemet under Stockholm. Större aktörer på fjärrvärmemarknaden är AB Fortum Värme samägt med Stockholms stad, Graninge Värme AB, Nynäshamn Värme AB, Södertörns Fjärrvärme AB, Telge Energi och Vattenfall, Drefviken Värme AB.

## Fjärrkyla
Fjärrkyla togs i drift i Sverige år 1992. I Stockholm sköts produktionen och distributionen av fjärrkyla av Fortum. Fjärrkylanätet täcker idag (2008) i stort sett hela centrala Stockholm, området sträcker sig från Globen i söder till Norra station i norr samt Liljeholmen i väst och Ropsten i öst, dessutom finns mindre fjärrkylanät i Kista/Akalla-området samt i Danderyd, Farsta, Nacka, Skärholmen, Tensta, Vilunda och Älvsjö. Fortums Stockholmsnät för fjärrkyla är världens största, räknat till såväl antalet kunder som till nätets utbredning. Fjärrkylaproduktion sker idag vid fyra centrala fjärrkylaverk; Akallaverket, Hammarbyverket, Värtaverket samt anläggning i Ropsten.

## Renhållning och sophämtning

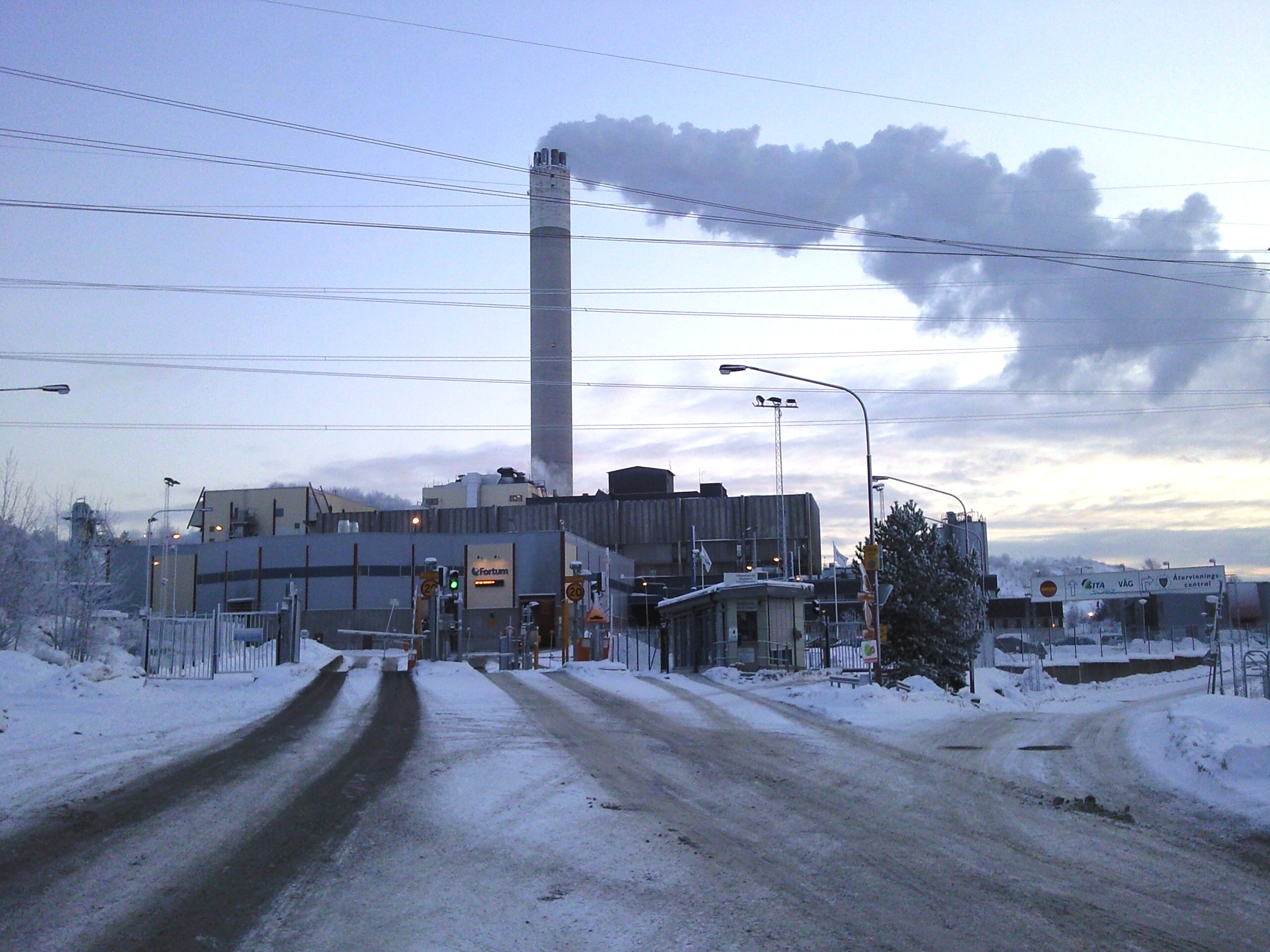
Högdalenverket förbränner Stockholms brännbara sopor och producerar fjärrvärme.

Från medeltiden och  fram till 1900-talets början har renhållningen i Stockholm varit ett problemfyllt område. En strid ström av kungörelser och förordningar utgavs, ibland med hot om böter, men oftast utan önskad framgång. 

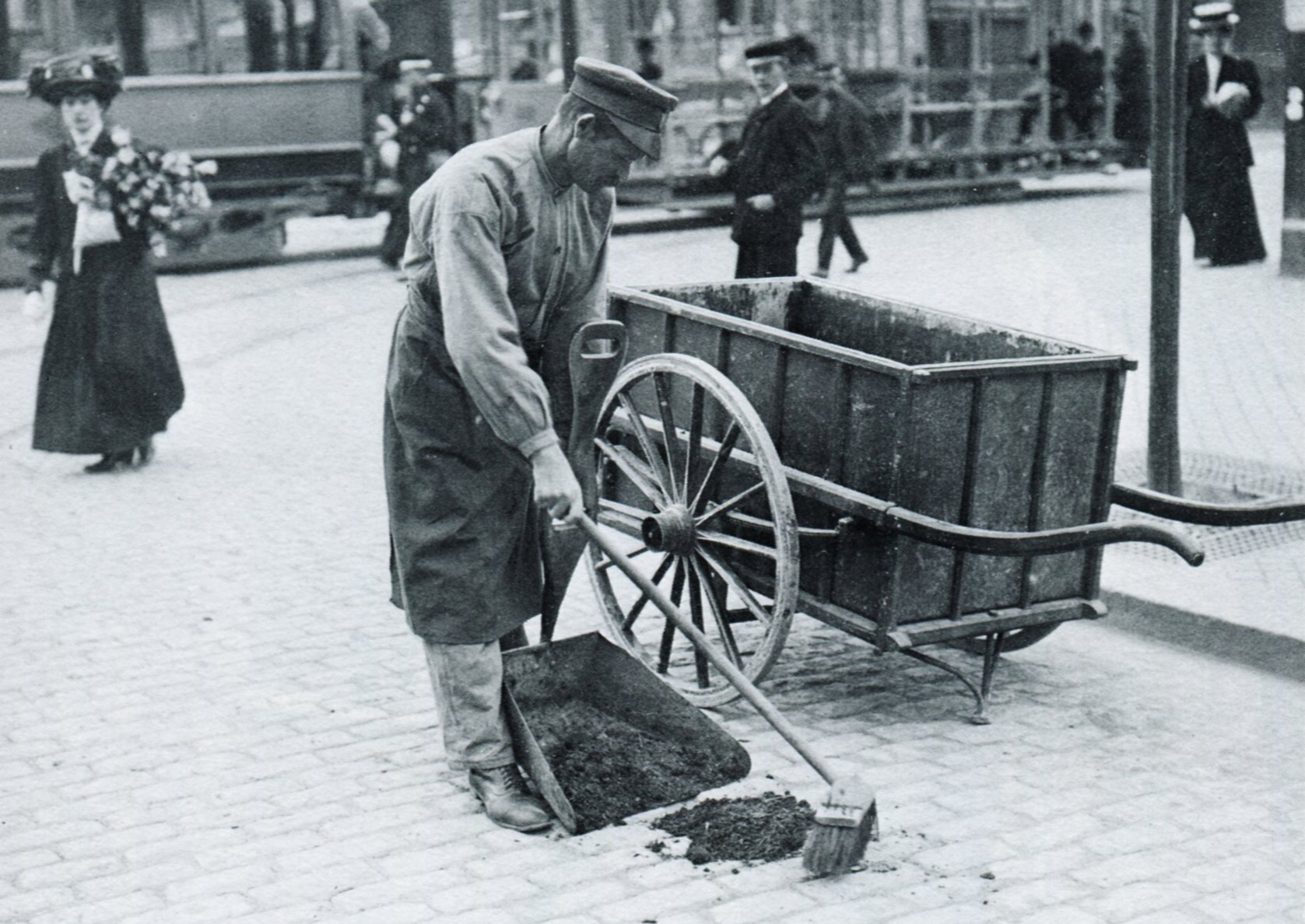
Gaturenhållning i Stockholm anno 1905.

Renhållningen i Stockholm i ordnade former började genomföras först i mitten av 1800-talet, när det nygrundade Renhållningsverket övertog ansvaret för latrinhämtningen.
Innan vattenspolningstoaletter blev vanliga i Stockholm var latrinhanteringen en stor del av stadens totala renhållning. 1908 var latrinhämtningen som störst med 700 000 hämtade kärl.  Därefter skötte stadens avloppsnät bortforsling av mänskliga exkrementer i allt större omfattning.
På Lövsta sopstation har Stockholms stad hanterat sopor och latrin allt sedan 1890-talet. Här fanns även en stor soptipp och två sopförbränningsanläggningar samt en järnvägslinje, kallad "Silverpilen" för soptransport. 
År 1902 började Renhållningsverket även med gaturenhållning, som liksom latrinhanteringen tidigare hade skötts av entreprenörer. Först 1972 fick Stockholms kommun sophämtningsmonopol och ansvar för hantering av hushållssopor som fortfarande gäller. 
År 2007 producerade Stockholms invånare 237 000 ton hushållssopor, som till största del eldas upp i två sopförbränninganläggningar; Högdalenverket och Uppsala Block 5 och omvandlas där till fjärrvärme.
Idag (2010) bärs huvudansvaret för renhållningen i Stockholm av Trafikkontoret, som verkställer trafik- och renhållningsnämndens beslut. Trafikkontoret sköter bland annat gatustädning, snöröjning, klottersanering, parkskötsel, allmän belysning, parkeringsövervakning samt ser till att staden har en effektiv avfallshantering.